# 鶴見橋 (広島市)
鶴見橋（つるみばし）は、広島県広島市の京橋川に架かる道路橋。

## 概要
明治時代からある人道橋（歩道橋）が、1990年に現在の道路橋に架け替えられた。2001年土木学会デザイン賞受賞。
広島市道比治山庚午線（平和大通り）起点に位置する橋。橋名の由来は下記歴史参照。
上流に東広島橋、下流に被爆橋梁の比治山橋がある。東詰交差点が広島県道37号広島三次線および広島電鉄皆実線との交点、さらに東へ行くと比治山トンネルへと入る。西へ行き平和大橋を渡ると広島平和記念公園に入る。
東詰たもとには被爆樹木シダレヤナギがあったが枯死し、現在のものは同じ根から被爆後に生えたものが存在している。

## 構造

### 諸元
- 路線名 : 広島市道比治山庚午線
- 橋長 : 96.8m[1]
- 支間長 : 30.4m + 35.0m + 29.5m[1]
- 全幅 : 31m[1]
- 橋種 : 3径間連続鋼桁橋（両外側のみ箱桁、中央が鈑桁）[1]
- 設計 : 八千代エンジニヤリング[1]
- 施工 :

### 特徴
2001年土木学会デザイン賞受賞理由として、構造デザイン、欄干デザイン、西側の橋詰広場の3つが挙がる。
主桁は、本来であれば鈑桁が合理的な支間割であるが、景観性を加味し両外側は箱桁を採用している。欄干は頂部の笠木石（御影石の一種）を鋼棒が支える構造となっている。
そして橋詰広場は、道の両側に直径36mの半円状の広場で平和大通りと河岸緑地そして京橋川とを繋ぐ空間を演出している。

## 歴史
昔、比治山に鶴（ソデグロヅル）が飛来していて、それを見るために現橋東詰あたりに広島藩により「鶴見小屋」が置かれていた。また江戸時代、防犯のため城下には架橋規制がしかれており、京橋川にはここの上流側に西国街道筋の京橋があるのみで、ここには「比治山渡し」という渡し場があった。
明治に入ると廃藩置県により架橋規制は解かれ、1880年（明治13年）この地に橋長110m幅5.4mの木橋として架橋、鶴見小屋から「鶴見橋」と名前が付いた。
1945年（昭和20年）8月6日原爆被災、爆心地から1.70キロメートルに位置した。当時この橋の西詰では建物疎開で学徒や義勇軍が動員されており、出動学徒だけで49パーセントが死亡している。橋自体は、木製高欄の一部が熱線により自然発火し床にも広がりつつあったところへ、避難者が協力して砂をかけて消しとめたため落橋には免れた。上流にあった柳橋が焼け落ちてしまったため、比治山橋と共に市内から比治山へと避難者がたくさん押し寄せ、死者も続出し凄惨な現場となった。なお爆心地側の西側にあった建物のほとんどは全焼しており、西方は己斐、南方は宇品まで見渡せる状況だった。
同年9月の枕崎台風、同年10月の阿久根台風により京橋川は相次いで増水、この橋も流出の危険があったが、近隣住民の手により桁に引っかかりそうになる流木などの浮遊物を取り除いたため、落橋から免れた。
1948年（昭和23年）、砂舟が橋脚を破損し一部落橋した。その後直されたが、1958年（昭和32年）再び木橋で架けなおされる（2代目）。1973年（昭和48年）鉄筋コンクリート桁の幅1.8mの人道橋（歩道橋）に架け替えられた（3代目）。
1990年（平成2年）平和大通りの幅員に合わせ、広島市道比治山東雲線整備に伴い、現在の橋に架けかえられた（4代目）。

## ギャラリー

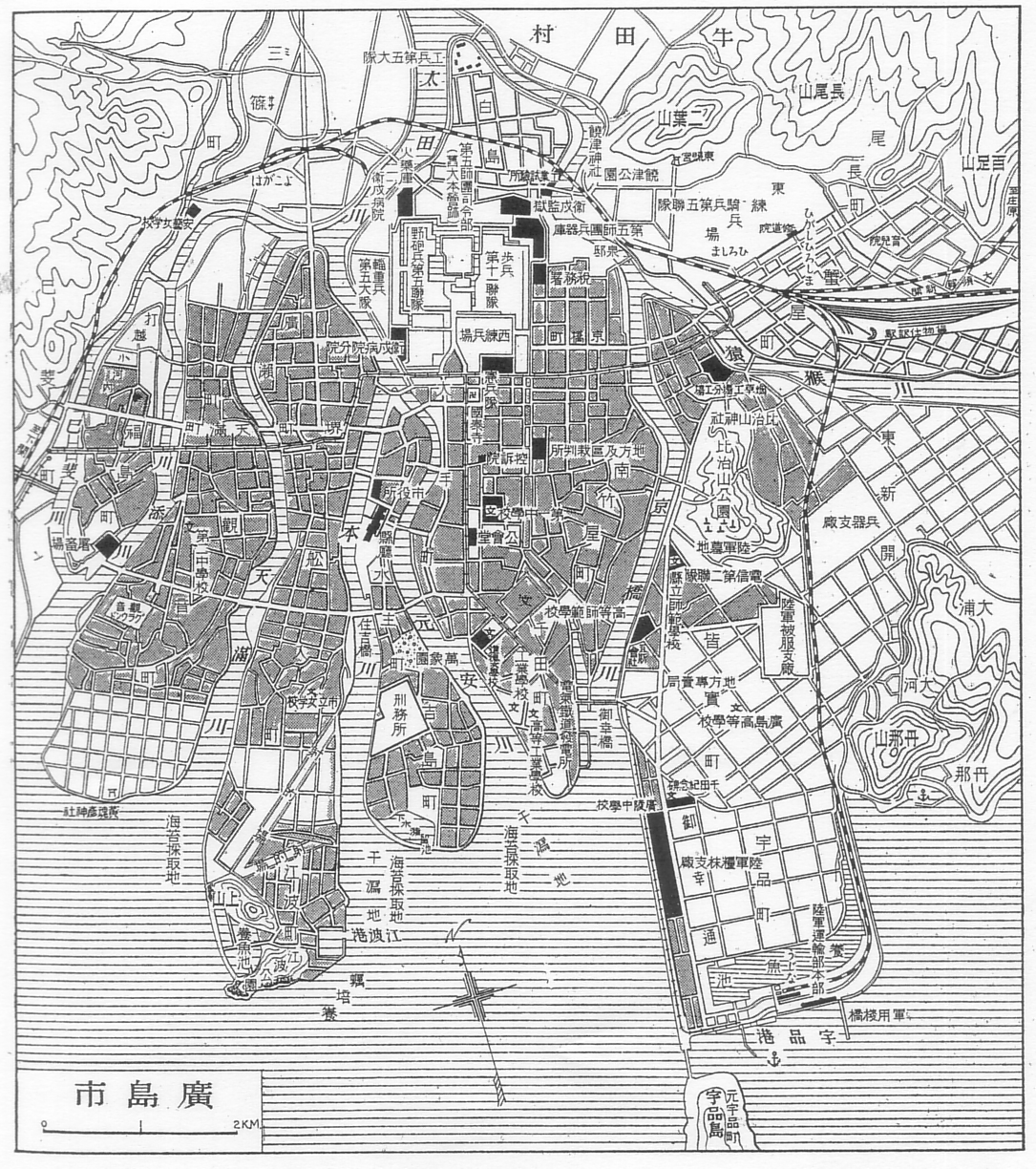
1930年ごろの広島市。京橋川下流から2番目の橋が鶴見橋。
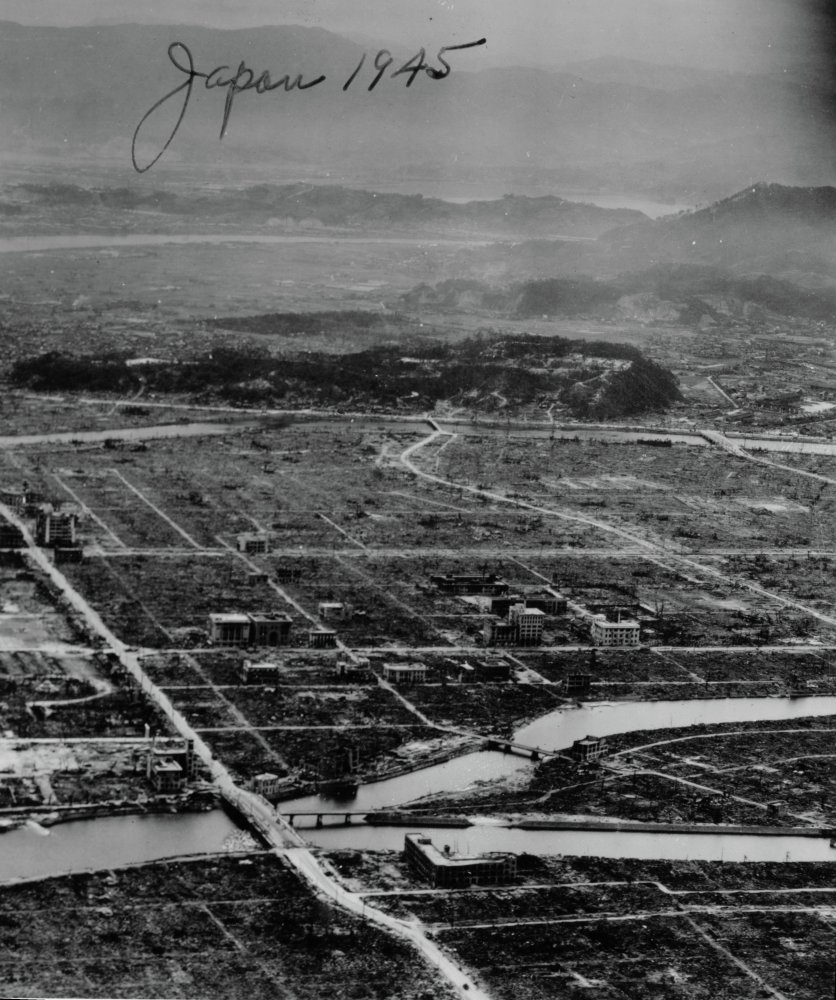
1945年被爆後。写真上部中央の橋が鶴見橋。

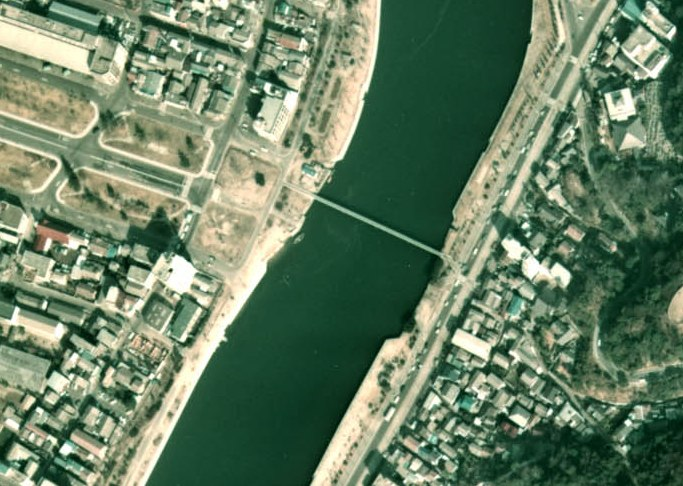
1974年[11]。3代目。
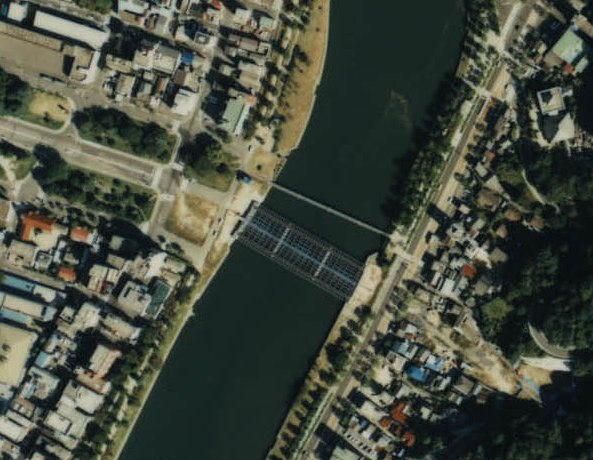
1988年[11]。架橋中の現橋。比治山東雲線も整備されている。

## アクセス
鶴見橋西側の広島市道比治山庚午線（平和大通り）沿いに鶴見橋バス停がある。鶴見橋東詰周辺には比治山下電停と比治山下バス停がある。
- 広島バス[12] 23-1号 横県線（段原経由）：横川駅・紙屋町・八丁堀方面 - 鶴見橋 - 比治山下（段原方向のみ） - 段原・大学病院方面
- 広島電鉄皆実線 5号線：広島駅方面 - 比治山下電停 - 皆実町六丁目・広島港方面

## 参考資料
- 「鶴見橋」、国交省国土技術政策総合研究所 景観デザイン規範事例集、2015年5月30日閲覧。
- 広島市『広島原爆戦災誌』（PDF）（改良版）、2005年（原著1971年）。2015年5月30日閲覧。
- 土木学会デザイン賞2001年優秀賞 - 土木学会